# Eremisca maculata
Eremisca maculata är en tvåvingeart som beskrevs av Pavel Lehr 1987. Eremisca maculata ingår i släktet Eremisca och familjen rovflugor.
Artens utbredningsområde är Turkmenistan. Inga underarter finns listade i Catalogue of Life.